# Port lotniczy Four Corners
Port lotniczy Four Corners (IATA: FMN, ICAO: KFMN) – port lotniczy położony w Farmington, w stanie Nowy Meksyk, w Stanach Zjednoczonych.